# Stamford Bridge
Lo Stamford Bridge è uno stadio di calcio situato a Londra, in Inghilterra. È lo stadio di proprietà del Chelsea, dove il club disputa le proprie partite casalinghe.
Inaugurato nel 1877, è lo stadio più antico del Regno Unito.
La struttura è situata di fronte a Fulham Road, nel London Borough of Hammersmith and Fulham, confinante col quartiere di Chelsea, dal quale il club trae il suo nome. Nel medesimo distretto, a soli due chilometri di distanza, si trova il Craven Cottage, stadio del Fulham, squadra con la quale il Chelsea nutre un'accesa rivalità.

## Storia del nome
Ancora oggi vi sono ipotesi discordanti sul perché i primi proprietari chiamarono lo stadio Stamford Bridge. Nelle cartine del XVIII secolo era indicato un fiume di nome Stamford Creek, allora affluente del Tamigi, lungo la strada che oggi è stata rimpiazzata da una linea ferroviaria dietro l'ingresso Est. Il letto del fiume era allora attraversato da due ponti: lo Stamford Bridge sulla Fulham Road (ricordato anche come Little Chelsea Bridge) e Stambridge sulla King's Road. È indubbio che Stamford Creek, Stamford Bridge e Stambridge abbiano in qualche modo contribuito al nome della struttura. Un'altra ulteriore motivazione per la scelta del nome fu rappresentata dalla battaglia di Stamford Bridge, nello Yorkshire, una famosa vittoria di re Harold Godwinson contro i Vichinghi nel 1066.

## Storia
La struttura, progettata dall'architetto Archibald Leitch e inaugurata nel 1877, ospitò fino al 1904 competizioni di atletica leggera. Dopo l'acquisizione da parte dei fratelli Joseph e Gus Mears, lo stadio fu proposto alla squadra del Fulham, la quale, però, declinò l'offerta. A questo punto, i neoproprietari dovettero scegliere se vendere il terreno appena acquistato o fondare una nuova squadra: venne così scelta la seconda opzione, e i due fratelli fondarono una nuova formazione, il Chelsea, che iniziò a competere da professionista partendo dalla Second Division nella stagione 1905-1906. Inizialmente, l'edificio era in grado di ospitare all'incirca 100 000 spettatori, caratteristica che lo rendeva il secondo stadio più capiente d'Inghilterra. Grazie anche alla sua grandezza, la struttura ebbe il privilegio di ospitare le finali di FA Cup dal 1920 al 1922, salvo poi essere sostituita dal Wembley Stadium, situato sempre a Londra.

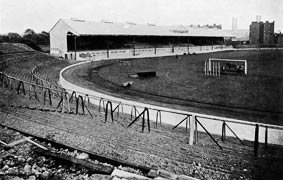
Lo Stamford Bridge nel 1905

Nel 1930, grazie ad alcuni lavori di ristrutturazione, venne eretta la cosiddetta Shed End, la quale sarebbe divenuta, negli anni a venire, il punto di ritrovo degli hooligan del Chelsea. Il nome di questa frangia dello stadio deriva probabilmente dal proprio tetto, simile ad una lamiera di ferro ondulata. Questa parte dello stadio venne demolita nel 1994 poiché fuori dalle normative allora vigenti nel Regno Unito, ma venne successivamente riedificata nel 1997. Nel 1939 venne costruita anche la North Stand come prolungamento a nord-est della East Stand. Come la Shed End, venne anch'essa demolita (anche se già nel 1975), per poi essere riedificata e nuovamente abbattuta nel 1993. Durante la stagione 1964-1965, una delle migliori nella storia del Chelsea, venne riammodernata anche la West Stand, riducendo la sua capienza. Essa fu l'ultima parte dello stadio ad essere demolita nei lavori di ristrutturazione degli anni novanta, precisamente nel 1998. La proprietà a capo del Chelsea negli anni settanta si propose ambiziosamente di rendere lo Stamford Bridge lo stadio più moderno del Regno Unito, portando inoltre la sua capienza a 50 000 posti, ma i suoi interventi sulla struttura misero in crisi la stabilità finanziaria della società, che in quegli anni fu costretta a vendere i propri migliori giocatori, venendo oltretutto retrocessa in Second Division. Con il club in crisi, i proprietari presero la decisione di vendere il terreno di Stamford Bridge ad un gruppo di promotori immobiliari. Nel 1992, a conclusione di un intero decennio di incertezza sul futuro della struttura caratterizzato da aspre dispute legali e da una lunga campagna chiamata Save the Bridge (ovvero Salvate il Bridge, con riferimento allo stadio), il nuovo presidente Ken Bates riuscì a scalzare i promotori immobiliari e fuse la proprietà fondiaria assoluta con il club. Egli riuscì nel proprio intento approfittando delle difficoltà dei promotori in seguito ad un crollo del mercato e stringendo un accordo con le loro banche. A quel punto, fu fondata la società nota come Chelsea Pitch Owners (in italiano Possessori del Campo del Chelsea), che nel 1997 acquistò la proprietà fondiaria assoluta dello stadio, i diritti di denominazione del club e il campo, in modo tale da evitare in futuro una situazione dannosa come quella precedente. Sistemata la questione legale, poterono iniziare già dal 1994 i lavori di rinnovamento dell'intero impianto (esclusa la East Stand), i cui posti furono resi tutti a sedere. Inoltre si avvicinarono le tribune al terreno di gioco e furono edificate le coperture, operazioni poi ultimate entro l'inizio del nuovo millennio. I primi lavori vennero concentrati nella North Stand, che, una volta abbattuta e ricostruita, venne rinominata Matthew Harding Stand in memoria di un dirigente del Chelsea molto amato dai tifosi, deceduto il 22 ottobre 1996 in un incidente in elicottero. Nel 1997, poi, ci si occupò della Shed End, il cui tetto fu sostituito temporaneamente da un altro, più moderno, intanto che la ristrutturazione della struttura veniva ultimata. Parallelamente a ciò venne edificato il Chelsea Village Hotel, quello che negli anni a seguire sarebbe divenuto il centro benessere del club. Infine, nel 1998 prese il via il rinnovamento la West Stand, il quale, però, a lavori già iniziati dovette essere fermato a causa di alcuni problemi coi permessi. Soltanto due anni dopo la parte ovest dello stadio poté essere completata. La sua ricostruzione costò al club una cifra di circa 30 milioni di sterline, e la capienza diventò di 13 500 spettatori. È indubbio che le vicissitudini del Chelsea siano legate a doppio filo con il suo stadio. Una voce, in particolare, sostiene che Roman Abramovič decise di acquistare la società solo dopo aver visionato (e apprezzato) l'impianto dall'alto del proprio elicottero. Una volta acquisita la società londinese, il magnate russo si è prodigato a circondare la struttura con altri edifici utili dal punto di vista turistico, quali due hotel a quattro stelle, alcuni bar, tre ristoranti, un palazzo per le conferenze, il museo e il negozio ufficiale del club, parcheggi sotterranei e un centro benessere.
Vi sarebbe anche il dichiarato desiderio da parte della società di ampliare lo stadio, ma il progetto di trasformazione, presentato inizialmente nel 2017, è stato ostacolato da una serie di problematiche relative a vincoli paesaggistici e strutturali che interessano l'area residenziale circostante e rimane finora soltanto un'ipotesi solo annunciata.

## Settori

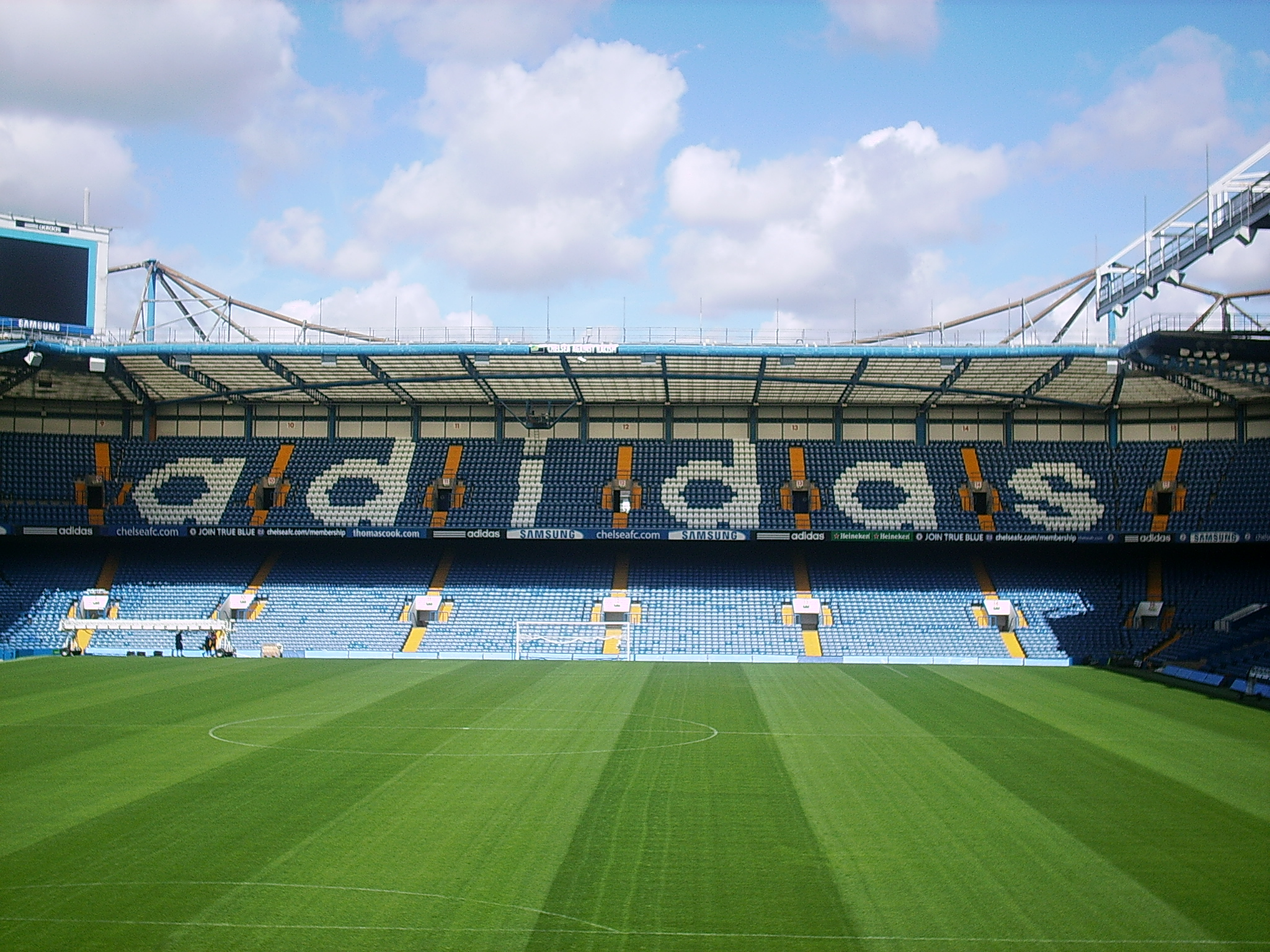
Veduta della Matthew Harding Stand

### Matthew Harding Stand
Questa parte di stadio, prima conosciuta come North Stand, è in grado di ospitare 10 585 spettatori ed è posta nella parte nord dell'edificio. Chiamata così per via dell'omonimo dirigente del Chelsea deceduto in elicottero, è stata completata durante la stagione 1997-1998. È considerata dai tifosi una delle migliori postazioni dell'impianto per godersi una partita, specialmente nella sua zona più vicina al campo. Sui posti a sedere, tutti di colore blu, è stata realizzata in bianco la scritta "Adidas", sponsor tecnico della formazione. Per ampliarla ulteriormente, sarebbe necessario demolire il retrostante museo del club (il Chelsea World of Sport Museum). In occasione degli incontri di Champions League, alcune delle entrate che consentono l'accesso a questo settore vengono spesso ostruite dalla presenza di veicoli delle reti televisive, diminuendo dunque l'afflusso di pubblico.

### East Stand
Questo settore, della capienza di 10 925 persone, è il più vecchio dello stadio ed è, come dice il nome, collocato nella zona est dell'edificio. Inizialmente era adibito ad accogliere i tifosi della squadra ospite, ma dall'inizio della stagione 2005-2006, con José Mourinho alla guida del Chelsea, essi furono sostituiti dagli abbonati del club di casa con la motivazione di voler ricevere il supporto per i giocatori che dovevano riscaldarsi o che erano comunque in panchina. Questa zona è collegata al cuore dello stadio, costituito dal tunnel per ingresso dei calciatori, dagli spogliatoi e dalla stanza delle conferenze. Nel mezzo vi sono i box riservati ai cronisti televisivi e radiofonici. Gli spettatori sovrastanti, inoltre, godono di una delle migliori postazioni visive dello stadio.

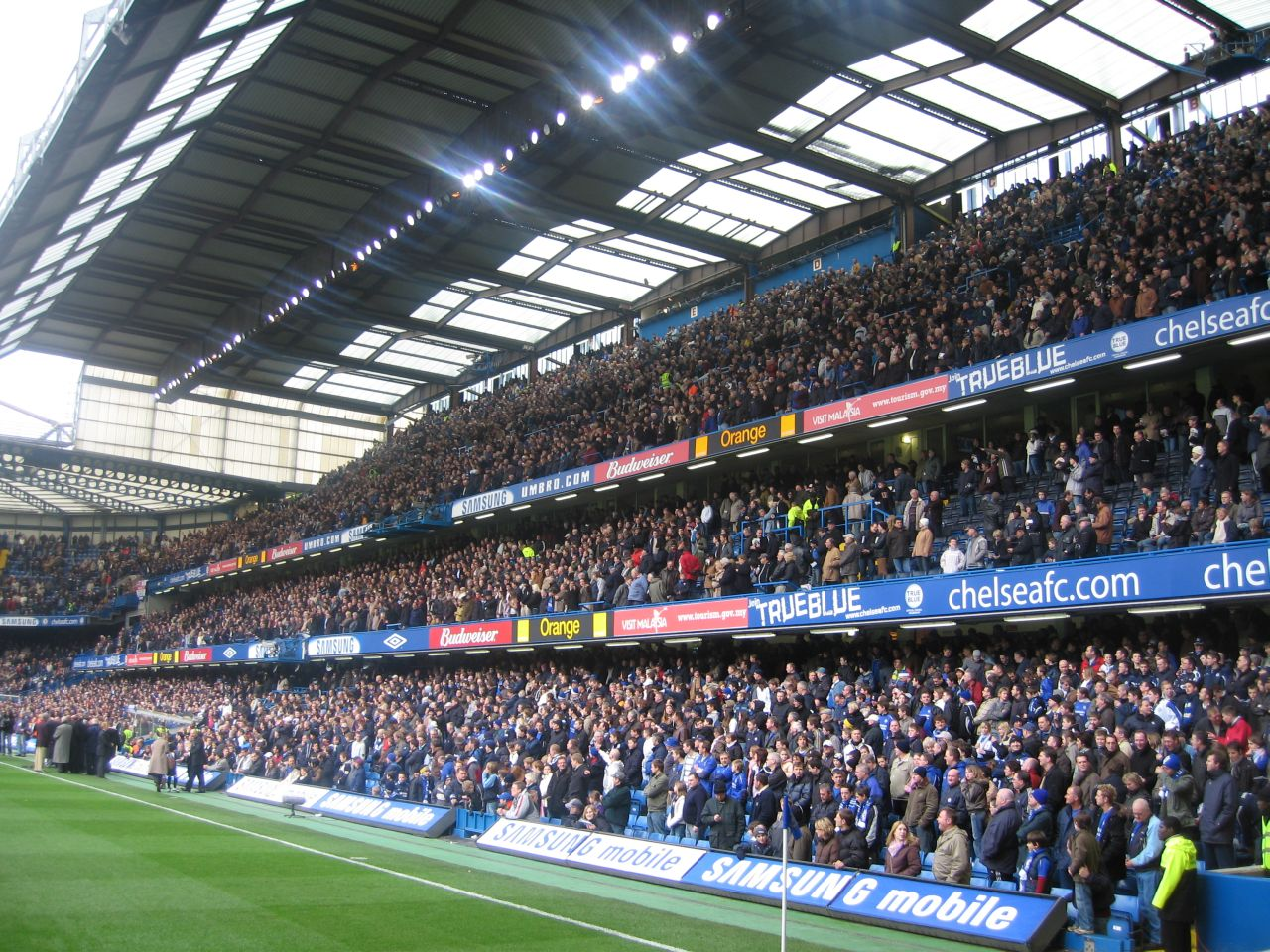
L'East Stand in un incontro del 2006

### Shed End
Questa parte dell'impianto è collocata a sud del campo e può contenere fino a 6 831 spettatori. Dalla stagione 2005-2006, la sua zona ad est è riservata ai tifosi ospiti. Alle spalle della Shed End vi è anche l'altro museo della squadra, edificato in occasione del centenario del club, posto accanto ad un muro riservato alla memoria dei tifosi del Chelsea deceduti: portando qui i loro ricordi, le famiglie dei defunti possono testimoniare il loro eterno attaccamento alla formazione londinese.

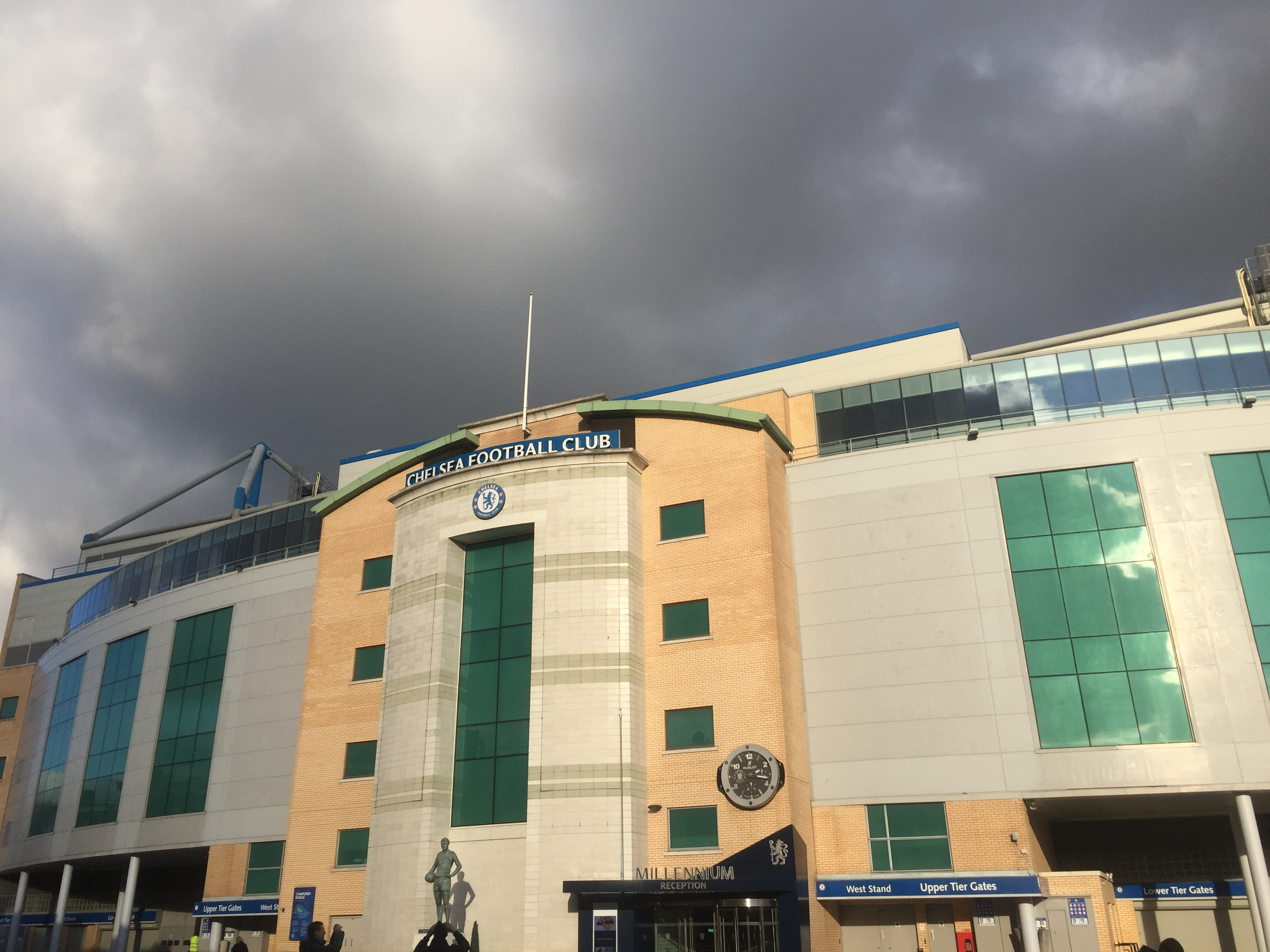
Il nuovo ingresso nei pressi della West Stand

### West Stand
Questo settore, l'ultimo ad essere stato ristrutturato, è quello più capiente dell'intero impianto, poiché in esso possono trovare posto 13 500 tifosi. Inoltre, come testimoniato dal suo stesso nome, esso è situato nella zona ovest della struttura, e sui suoi sedili generalmente blu sono state ricavate in bianco due scritte col nome del club possesore dello stadio. Prima dell'arrivo di Bates, il riammodernamento di questa parte dell'edificio era pesato molto sull'economia della società londinese: con la venuta dell'imprenditore britannico e grazie ad un prestito di 70 milioni di sterline da lui ottenuto, si riuscì ad evitare il fallimento. Collocata dall parte di Fulham Road, la West Stand rappresenta l'ingresso principale dello stadio: le due entrate ai parcheggi, posizionate in questa zona, sono state nominate Spackman Entrance e Speedie Entrance, in onore a due ex giocatori dei Blues, Nigel Spackman e David Speedie. A memoria di altre personalità legate alla storia del Chelsea sono stati intitolati i box riservati ai vip, detti Millennium Suites e collocati proprio lungo la parte alta della West Stand. Essi sono la Tambling Suite (per Bobby Tambling), la Clarke Suite (Steve Clarke), la Harris Suite (Ron Harris), la Drakes Suite (Ted Drake), la Bonetti Suite (Peter Bonetti) e la Hollins Suite (John Hollins).

## Finali di FA Cup ospitate
- 1920 - Aston Villa 1-0 Huddersfield Town (50 810 spettatori)
- 1921 - Tottenham 1-0 Wolverhampton (72 805 spettatori)
- 1922 - Huddersfield Town 1-0 Preston North End (53 000 spettatori)

## Partite internazionali ospitate
- 11 dicembre, 1909 -  Inghilterra (amatoriale) 9-1  Paesi Bassi
- 5 aprile, 1913 -  Inghilterra 1-0  Scozia
- 20 novembre, 1929 -  Inghilterra 6-0  Galles
- 7 dicembre, 1932 -  Inghilterra 4-3  Austria
- 11 maggio, 1946 -  Inghilterra 4-1  Svizzera

## Record di affluenza
In questa tabella sono contenuti i dati riguardanti le partite con maggiore affluenza di pubblico allo Stamford Bridge.
| Spettatori | Avversari               | Competizione   | Data             |
| ---------- | ----------------------- | -------------- | ---------------- |
| 100 000*   | Dynamo Mosca            | Amichevole     | 13 novembre 1945 |
| 82 905**   | Arsenal                 | First Division | 12 ottobre 1935  |
| 77 952     | Swindon Town            | FA Cup         | 13 marzo 1911    |
| 77 696     | Blackpool               | First Division | 16 ottobre 1948  |
| 77 000     | Tottenham               | First Division | 16 ottobre 1920  |
| 75 952     | Arsenal                 | First Division | 9 ottobre 1937   |
| 75 043     | Wolverhampton Wanderers | First Division | 9 aprile 1955    |
| 74 667     | Arsenal                 | First Division | 29 novembre 1955 |
| 74 365     | Birmingham City         | FA Cup         | 4 marzo 1931     |
| 72 614     | Arsenal                 | First Division | 3 aprile 1953    |

* Stima.

** Secondo più alto record per una partita delle competizioni organizzate dalla FA.

### Affluenza media in Premier League
- 1992-1993: 18 754
- 1993-1994: 19 211
- 1994-1995: 21 062
- 1995-1996: 25 598
- 1996-1997: 27 617
- 1997-1998: 33 387
- 1998-1999: 34 571
- 1999-2000: 34 532
- 2000-2001: 34 700
- 2001-2002: 38 834
- 2002-2003: 39 784
- 2003-2004: 41 234
- 2004-2005: 41 870
- 2005-2006: 41 902
- 2006-2007: 41 909
- 2007-2008: 41 397
- 2008-2009: 41 464
- 2009-2010: 40 974
- Media totale (1992-2010): 34 377

## Trasporti
Lo Stamford Bridge è facilmente raggiungibile con i trasporti pubblici.
| Autobus                | 11, 14, 28, 211, 295, 391, 414, 424, N11, N28 |
| Metropolitana          | Fulham Broadway tube station                  |
| Metropolitana          | Parsons Green tube station                    |
| Metropolitana          | Earl's Court tube station                     |
| Metropolitana          | West Brompton station                         |
| Overground             |                                               |
| Imperial Wharf station |                                               |

## Galleria d'immagini

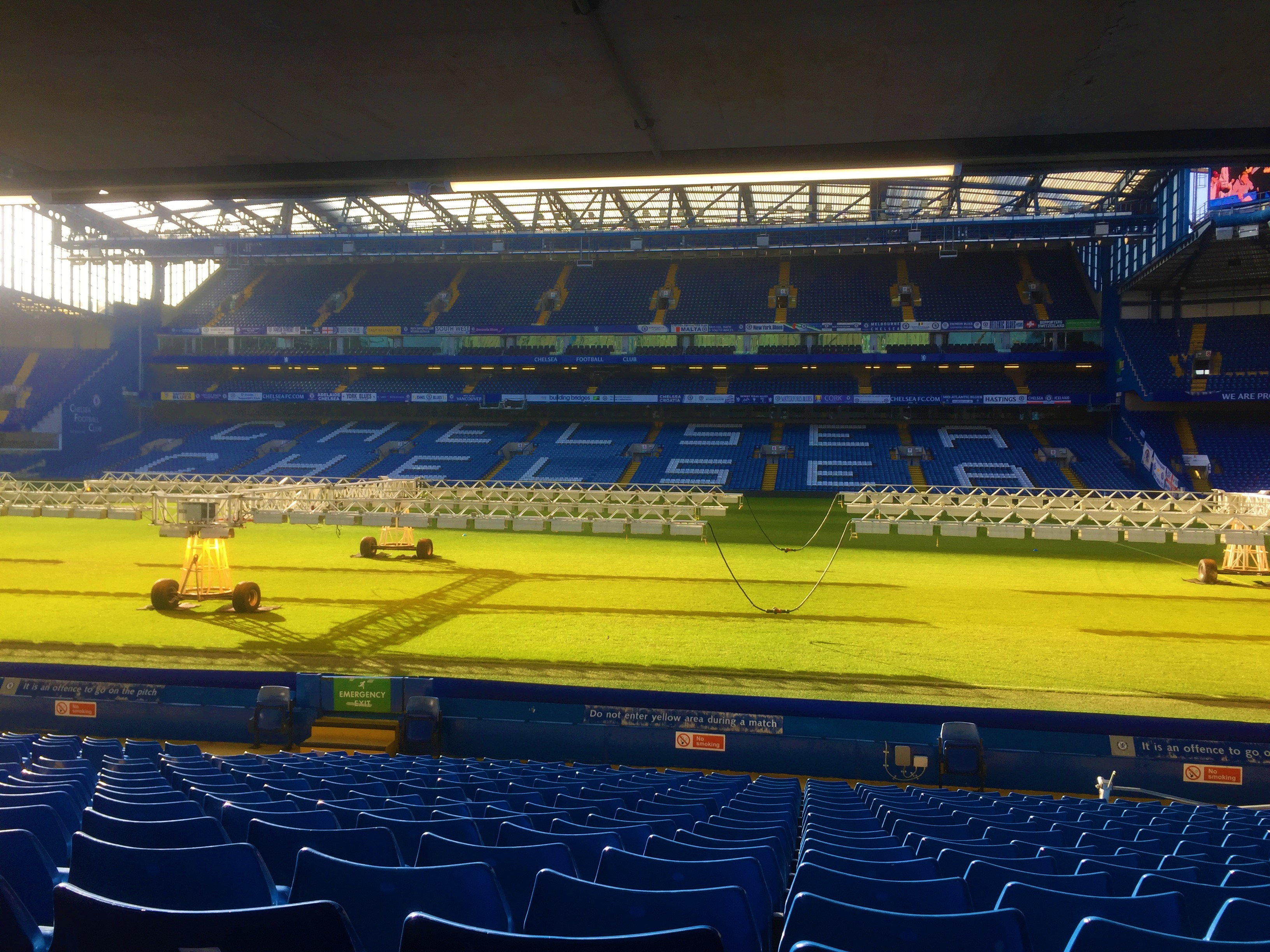
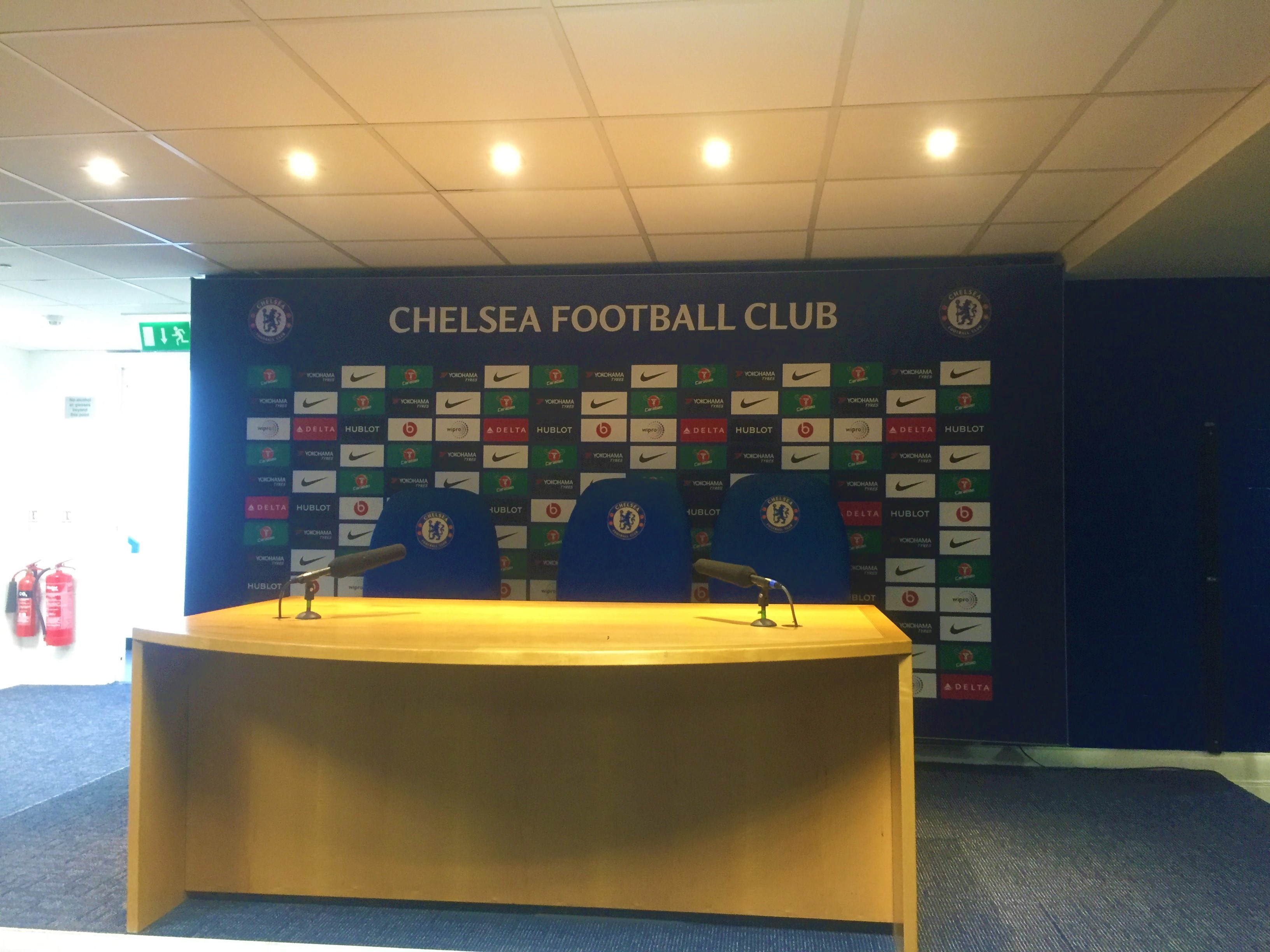
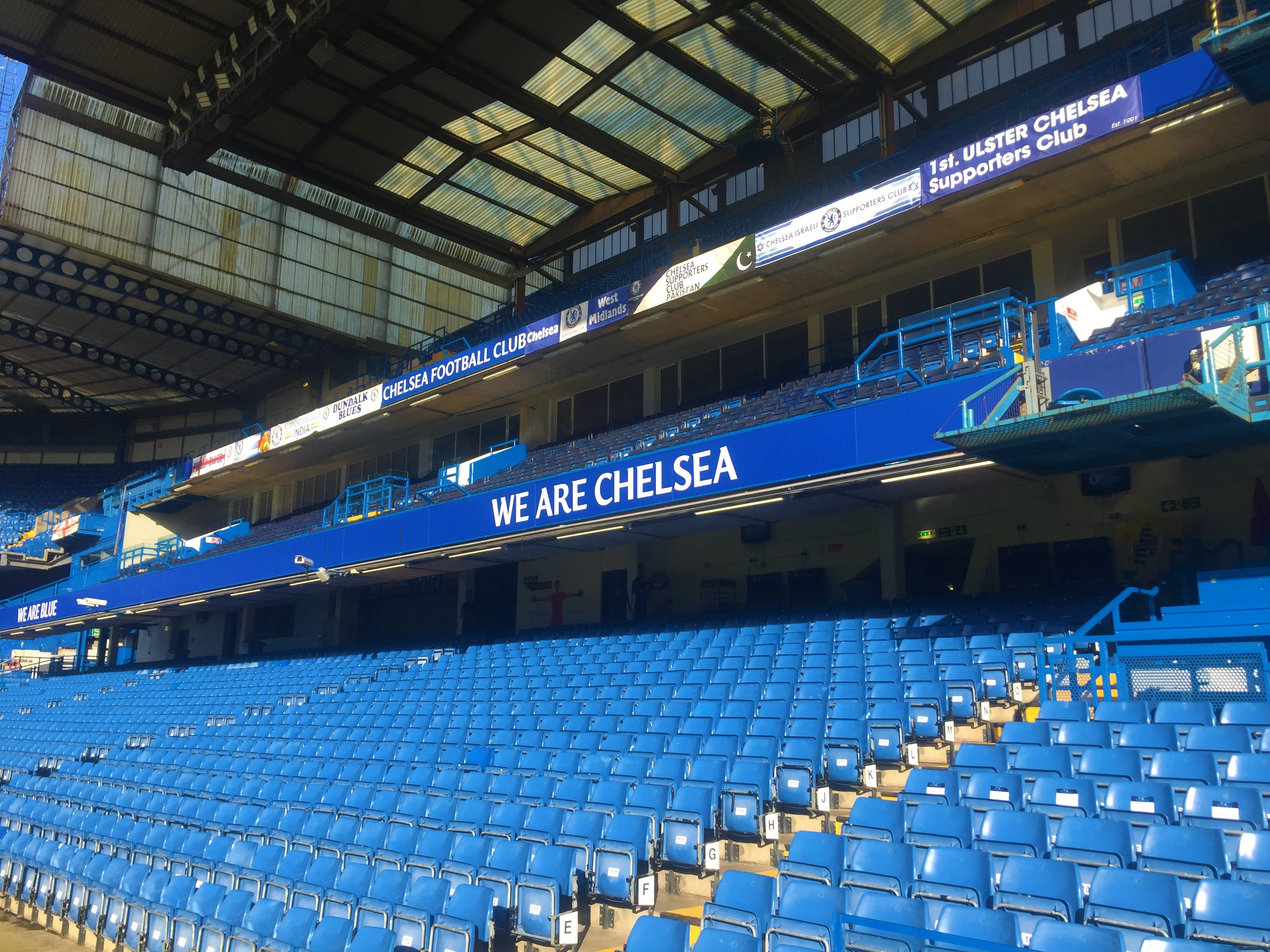
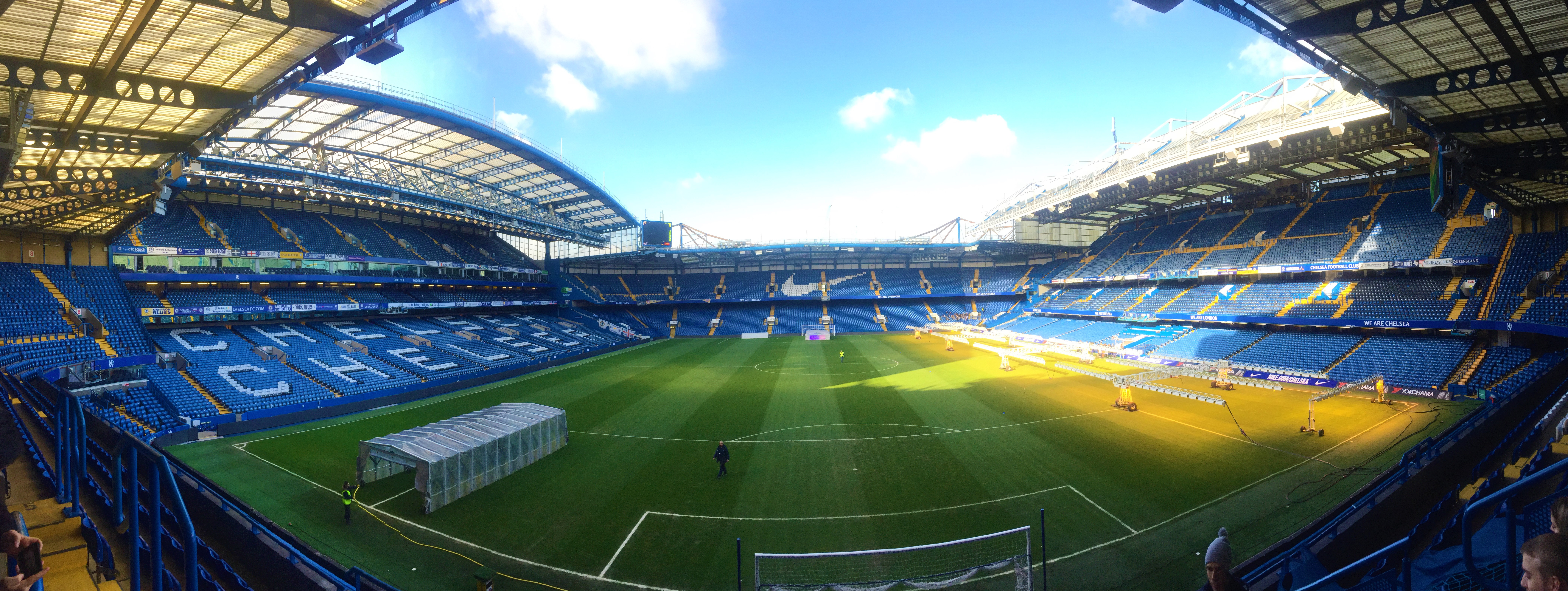
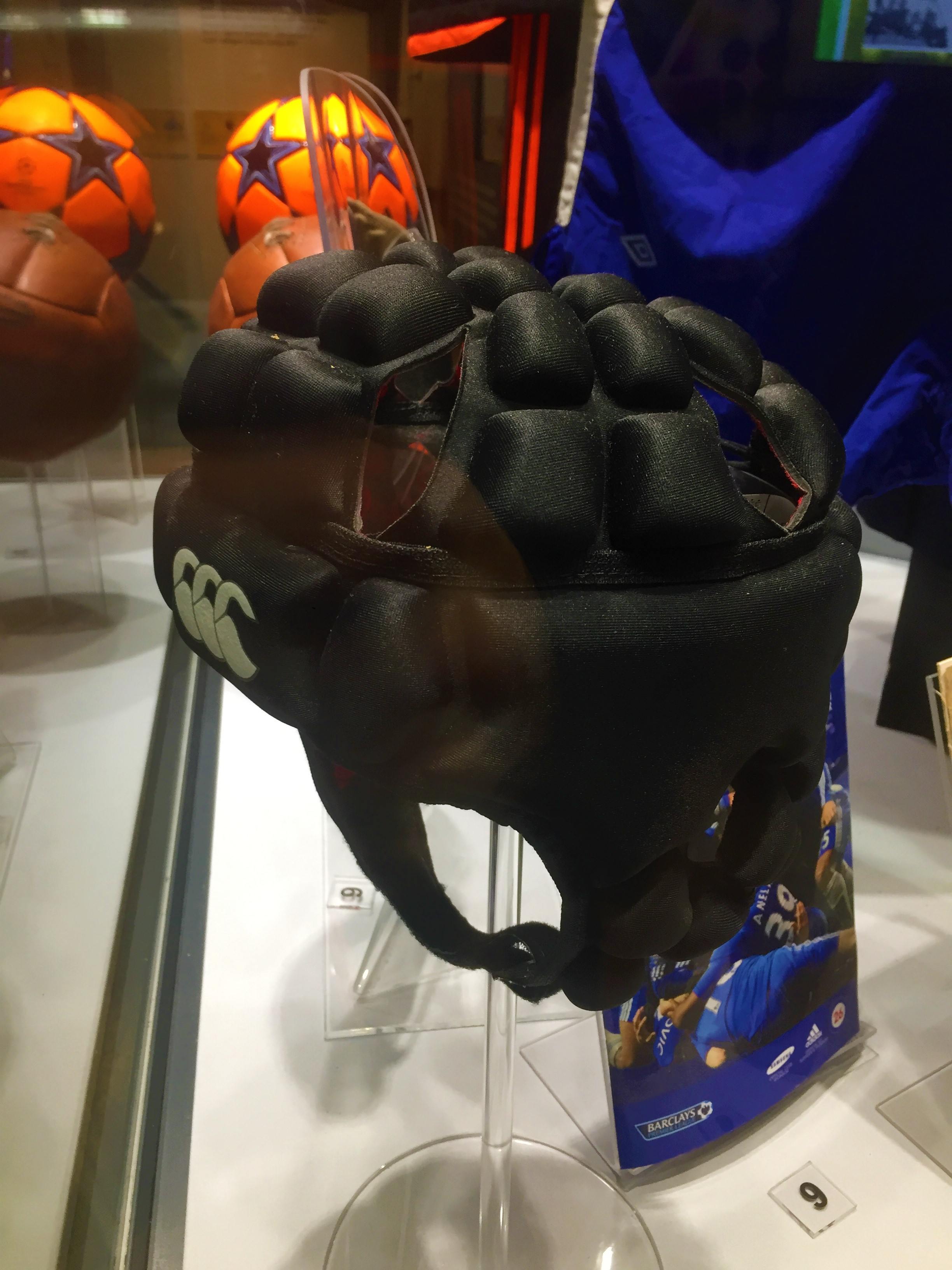
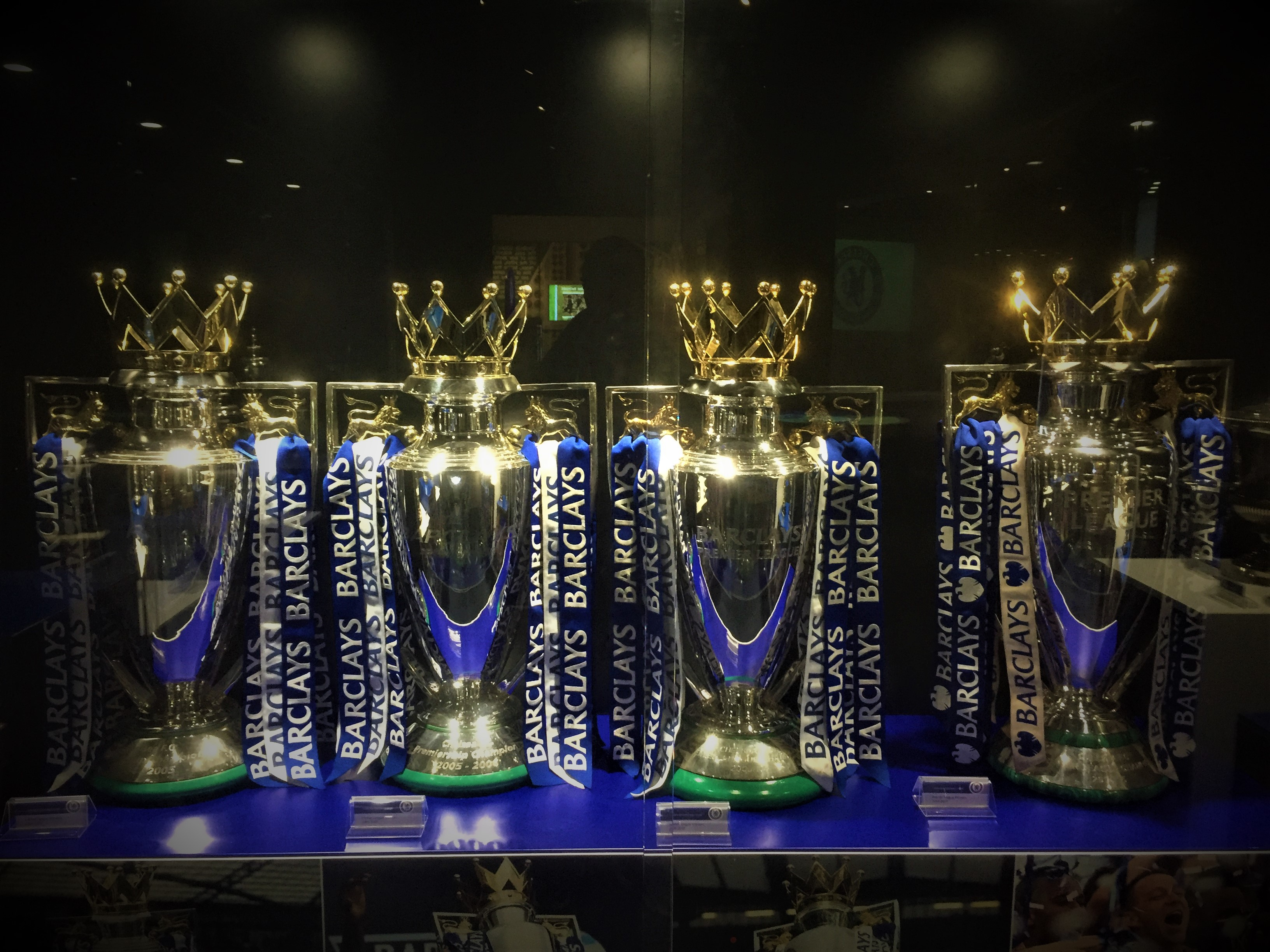
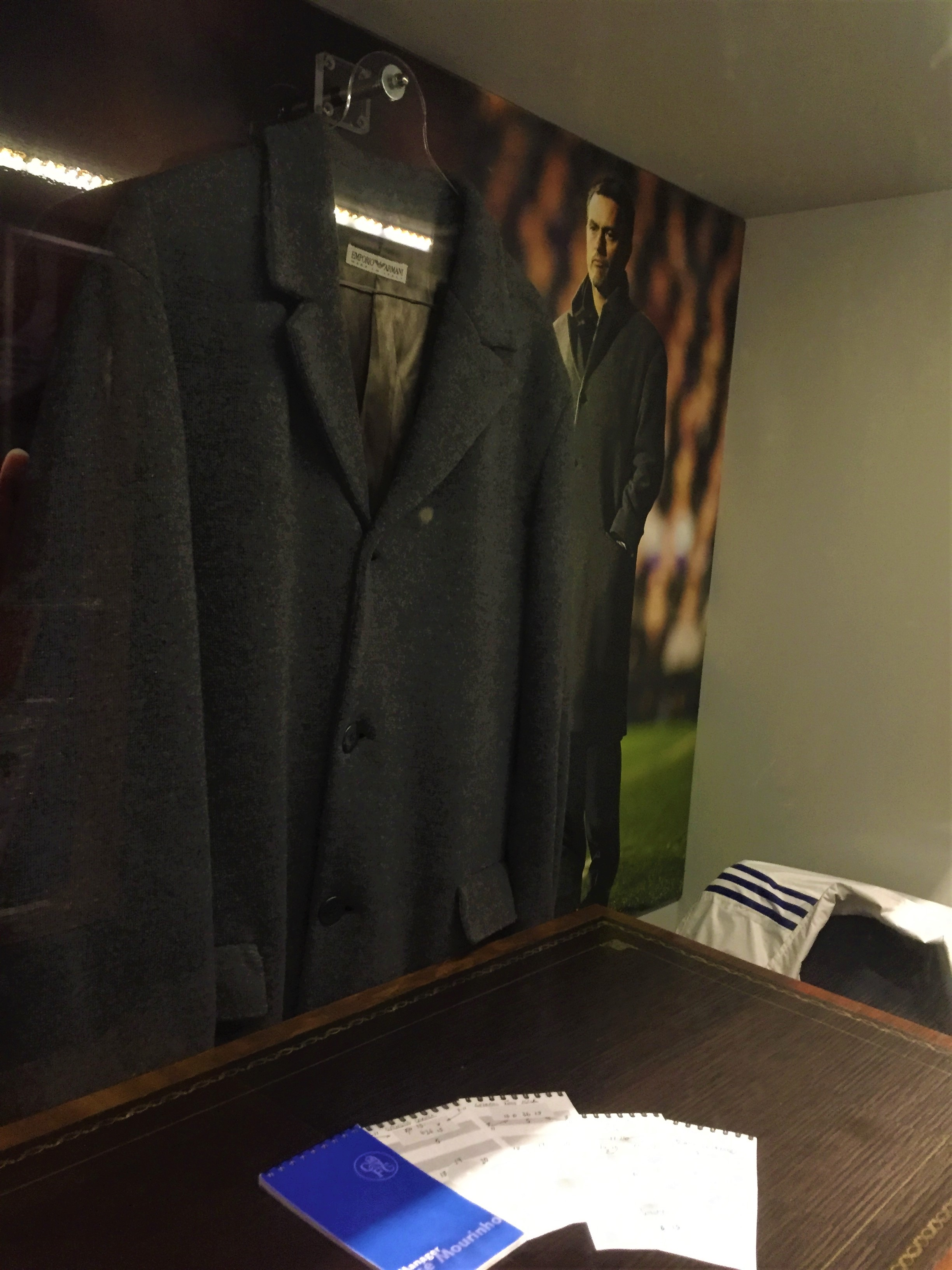